# Klimatariá
Klimatariá (en griego, Κληματαριά) es un yacimiento arqueológico de Grecia ubicado en la isla de Creta, en la unidad periférica de Lasithi y en el municipio de Sitía. 
En este yacimiento arqueológico, en una colina llamada Manares, se ha encontrado una villa minoica que fue construida en el periodo minoico medio IIIB y cuya destrucción se produjo en el minoico tardío IA, probablemente de manera simultánea a la villa de Zu. Al parecer, se trataba de un edificio aislado que fue construido en cuatro terrazas. En ella se han sacado a la luz dos tramos de escaleras, una de las cuales probablemente terminaba a la orilla del río, que muy posiblemente fuera navegable. Algunas de las habitaciones de la villa tenían el suelo pavimentado y otras se estima que sirvieron de almacenes. Entre los hallazgos hay recipientes destinados a cocinar y otros para el almacenamiento. 
Este yacimiento fue descubierto durante la construcción de una carretera y fue excavado entre 1952 y 1954 por Nikolaos Platón. Posteriormente, un equipo dirigido por Eleni Mantzourani en 2005, reexaminó la excavación.